# Ichneumon placidus
Ichneumon placidus là một loài tò vò trong họ Ichneumonidae.